# 16. Tarnowska Nagroda Filmowa
16. Tarnowska Nagroda Filmowa – odbyła się w dniach 8–12 maja 2002 roku.

## Filmy konkursowe
- Angelus – reż. Lech Majewski
- Bellissima – reż. Artur Urbański
- Blok.pl – reż. Marek Bukowski
- Boże skrawki – reż. Yurek Bogayevicz
- Chopin. Pragnienie miłości – reż. Jerzy Antczak
- Cisza – reż. Michał Rosa
- Córa marnotrawna – reż. Andrzej Kondratiuk
- Cześć Tereska – reż. Robert Gliński
- Inferno – reż. Maciej Pieprzyca
- Kameleon – reż. Janusz Kijowski
- List – reż. Denijal Hasanović
- Męska sprawa – reż. Sławomir Fabicki
- Na swoje podobieństwo – reż. Grzegorz Zgliński
- Pamiętnik filmowy Igi C. – reż. Iga Cembrzyńska
- Quo vadis – reż. Jerzy Kawalerowicz
- Requiem – reż. Witold Leszczyński
- Stacja – reż. Piotr Wereśniak
- Suplement – reż. Krzysztof Zanussi
- Tam i z powrotem – reż. Wojciech Wójcik

## Laureaci
- Nagroda Grand Prix – Statuetka Leliwity (ex aequo): 
  - Męska sprawa – reż. Sławomir Fabicki
  - Tam i z powrotem – reż. Wojciech Wójcik

- Nagroda Jury Młodzieżowego – Statuetka Kamerzysty: 
  - Męska sprawa – reż. Sławomir Fabicki

- Nagroda publiczności – Statuetka Maszkarona: 
  - Cześć Tereska – reż. Robert Gliński

- Nagroda specjalna jury:
  - Monika Krzywkowska – za kreację aktorską w filmie Suplement
  - Yurek Bogayevicz – za scenariusz filmu Boże skrawki